# كييتا إيشي
كييتا إيشي (باليابانية: 石井 圭太) (22 يونيو 1995 في كاناغاوا في اليابان – )؛ هو لاعب كرة قدم ياباني سابق كان يلعب كلاعب وسط.

## وصلات خارجية
- كييتا إيشي على موقع رابطة كرة القدم اليابانية للمحترفين (اليابانية)
- كييتا إيشي على موقع قاعدة بيانات كرة القدم.إي يو (الإنجليزية)
- كييتا إيشي على موقع Soccerway.com (الإنجليزية)
- كييتا إيشي على موقع عالم كرة القدم.نت (الإنجليزية)